# Boris Godounov (Pouchkine)
Pour les articles homonymes, voir Boris Godounov (homonymie) et Godounov.
La Comédie du malheur présent de l'État moscovite, du tsar Boris et de Grichka Otrepiev ou Boris Godounov est une tragédie écrite par Alexandre Pouchkine en 1825 et publiée en 1831.
Ce drame, le premier chef-d'œuvre du genre dans la littérature russe, a pour thème le règne tragique du tsar Boris Godounov, de son accession au trône à sa mort. Dédiée à l'historien russe Nikolaï Karamzine, cette pièce était la préférée de Pouchkine.

## Composition
« Nous n'avons pas de théâtre », constate Pouchkine dans une lettre à son ami Viazemski en février 1823.

## Résumé
La pièce commence à Moscou le 20 février 1598. Le jeune prince Dimitri Ivanovitch, héritier du trône, vient de mourir dans des circonstances suspectes. Boris Godounov, soupçonné d’être le responsable de cette mort, refuse d’abord le trône, mais finit par l’accepter, à la demande des nobles, du clergé et du peuple.
L’action se transporte en 1603 au monastère de Tchoudovo, où discutent un vieux moine et son disciple, Grégoire. Ce dernier fuit vers la Pologne, avec l’intention de s’y faire passer pour Dimitri, le petit prince assassiné. Bien près de se faire arrêter dans une auberge, il parvient à traverser la frontière.
Arrivé en Pologne, l’imposteur tente d'abord de se dérober. Finalement, pour gagner le cœur de Marina, une belle Polonaise, il décide de jouer son rôle jusqu'au bout et de marcher sur Moscou pour récupérer son trône. Le rebelle, ses alliés polonais et ses mercenaires allemands défont d’abord les troupes russes, près de Novgorod en 1604.
Le tsar Boris Godounov reprend bientôt l’avantage, mais sa victoire est inutile, car il meurt subitement. Dimitri l’imposteur est fait tsar, tandis que la famille de Boris est assassinée. Dans les dernières répliques de la tragédie, un boïard tente d’obtenir un vivat pour le nouveau tsar, mais le peuple, horrifié par le meurtre de la femme et du fils du tsar défunt, reste silencieux.

## Adaptations

### À l'opéra
1869 : Boris Godounov, opéra de Modeste Moussorgski

### Au cinéma
1986 : Boris Godounov, film de Sergueï Bondartchouk

## Traductions françaises
- Alexandre Pouchkine (trad. A. Baranoff, ill. Boris Zvorykine), Boris Godounov, Paris, L’Édition d’art H. Piazza, 1927, 162 p. (lire sur Wikisource)
- Alexandre Pouchkine, Œuvres complètes, t. 1, Lausanne, Éditions L'Âge d'Homme, 1973
- Alexandre Pouchkine (trad. et notes d'André Markowicz), Boris Godounov : théâtre, Arles, Babel-Actes sud, 2017, 140 p. (ISBN 978-2-330-06681-9)